# Johannes Kjærbøl
Johannes Kjærbøl, född 23 december 1885, död 26 augusti 1973, var en dansk politiker.
Johannes Kjærbøl var ursprungligen smed, avancerade inom fackföreningsrörelsen och blev en av dess ledande män. Kjærbøl invaldes 1935 i Folketinget, var 1935–1940 minister för handel, industri och sjöfart och 1940–1942 arbets- och socialminister i Thorvald Stauning och Vilhelm Buhls regeringar, och 1942–1943 arbetsminister under Erik Scavenius. 1945 blev han chef för den organisation, som handhade flyktingfrågan. Från 1947 var han minister för byggnads- och bostadsfrågor i Hans Hedtofts regering.